# Kristiern från Öland
Kristiern från Öland, född cirka 1250, död senast 14 oktober 1310, var kung Birger Magnussons fogde i Stockholm och en av dennes viktigare tjänare. Kristierns patronymikon och ursprung är inte känt från svenska urkunder. Hans sigill är inte bevarat i sin helhet, men på en avbildning av fornforskaren Johan Peringskiöld (1654-1720) av detsamma kallas han för de Ölandia.
Hans ättling Kristiern Nilsson (Vasa) omtalar i ett brev till Reval från 1423 en "Hinrik Scherenbeken" som sin släkting. På grund av detta, likheter i sigillet med ätten Scherembekes vapen samt det i Sverige vid tiden ovanliga förnamnet har han därför kopplats samman med ätten Scherembeke, möjligen dock genom släktskap på mödernet.
Kristiern dyker för första gången upp i källorna år 1297, och även om de latinska titlarna varierar under åren är han redan från början knuten till kung Birger Magnusson. Han kan möjligen, baserat på en uppgift hos Rasmus Ludvigsson samt ett där utfärdat brev, en tid ha varit fogde i Örebro. 1303 utfärdas han ett brev i egenskap av fogde i Stockholm. År 1304 har han i uppgift att tillsammans med marsken Torgils Knutsson, Upplands lagman Birger Persson och domprosten Andreas And granska ett byte av land mellan kungen och Uppsala domkyrka; ett uppdrag som visar på att han var en framstående man i kungens tjänst. Detta visas än mer av att han i februari 1306 utsågs till en av Torgils Knutssons testamentsexekutorer, och den som hade i uppgift att betala dennes skulder och orättmätigt tillägnade ägodelar.
När kung Birger 9 september samma år tillfångatogs i Håtuna förlorade Kristiern sitt ämbete, fick gods konfiskerade och tillfångatogs. Det finns inga säkra uppgifter om när så skall ha skett, och de uppgifter som gör gällande att det skett samtidigt som Birger eller vid Mats Kättilmundssons belägring av Stockholm är endast spekulationer. Efter detta uppträder Kristiern endast en gång till i politiska sammanhang, nämligen 26 mars 1308 då han tillsammans med sin son Kristiern är en av kung Birgers löftesmän vid förlikningsmötet i Örebro.
Kristiern och hans hustru Margareta utfärdade 18 maj 1309 sitt testamente, i vilket bland annat 50 mark penningar avsattes så att en mark skulle tillfalla varje kloster i Svealand, samt en halv mark till kyrkorna i de socknar där de ägde gods, och en halv mark till prästerna i dessa församlingar. Detta skulle innebära att Kristiern ägde jord i mer än 30 socknar. Som exekutorer utsågs Peter Likvidsson och Sigmund Keldorsson. Hustrun förefaller ha avlidit kort tid efteråt, för 21 juni samma år förnyar han testamentet och kallar henne sin "före detta" hustru. Inte heller Kristiern själv har haft lång tid kvar i livet, ty 14 oktober 1310 kallar sig hans söner och hans måg för hans arvtagare.

## Familj
Kristiern var gift med Margareta, sannolikt syster till Peter Likvidsson (Likvidssönernas ätt) och fick minst fyra barn. 
1. Kristiern Kristiernsson (död ca 1311)
2. Erik Kristiernsson (död efter 1328)
3. Likvid Kristiernsson (död ca 1335)
4. Kristina Kristiernsdotter (död efter 1349) var gift med Nils Jonsson (Rickebyätten) till Vidbo (ca 1278-före 1319), och blev anmoder till Vasaätten via sin sondotter Kristina Jonsdotter (1336-1378)

Den av Carl Kjellberg framförda uppfattningen att Kristiern skall ha haft ytterligare två döttrar – Margareta, gift med Eskil Andersson (lejonlilja) samt en till namnet okänd som var gift med Ketill Jonsson – har tillbakavisats av Hans Gillingstam.